# Potok (gmina Železniki)
Potok – wieś w Słowenii, w gminie Železniki. W 2018 roku liczyła 80 mieszkańców.